# Cocullo
Cocullo es un municipio italiano situado en el territorio de la Provincia de L'Aquila, en Abruzos situado en un valle, en la falda meridional del monte Catini (1.319 metros), se trata de un centro agrícola del valle del río Sagittario. Tiene 217 habitantes.

## Demografía
| Gráfica de evolución demográfica de Cocullo entre 1861 y 2001 |
|                                                               |
| fuente ISTAT - elaboración gráfica a cargo de Wikipedia       |

## Festival de las serpientes
Cocullo es conocido por su singular fiesta patronal, llamada Festa dei Serpari, en la que la estatua del santo patrón (Domenico di Sora) es transportada en procesión cubierta de multitud de serpientes (sobre todo culebras de cuatro rayas, esculápicas, de collar y verdiamarillas). Los reptiles mismos son transportados en procesión por "serpari" locales, una especie de "criadores de serpientes", y liberados en los bosques circundantes al final de la festividad. El festival, que se celebra cada primer de mayo desde 2012 (en el pasado tuvo lugar cada primer jueves de mayo), es un evento receptivo para miles de visitantes italianos y extranjeros. En 2009, fue cancelado debido a algunos daños estructurales ocurridos en la aldea después del terremoto de L'Aquila. Esta tradición, presente también en el simbolismo del escudo, sustituyó el antiguo ritual mitológico romano de Angitia, una diosa serpiente adorada por los Marsos.